# Castello di Stahleck
Il castello di Stahleck (in tedesco: Burg Stahleck) è un castello costruito tra la fine dell'XI e l'inizio del XII secolo nella gola del Reno (dal 2002 nell'elenco dei patrimoni dell'umanità dell'UNESCO) a Bacharach nella Renania-Palatinato, Germania. È situato su un'altura rocciosa approssimativamente a 160 metri sul livello del mare, sulla sponda sinistra del Reno, ai piedi della valle Steeg a circa 50 chilometri sud di Coblenza. Stahleck offre una vista spettacolare sulla valle Lorelei.
Il nome del castello è la fusione delle parole in medio alto tedesco stahel (acciaio) e ecke (angolo) e significa “inespugnabile castello sulla rocca”. Feudo sotto il controllo dell'arcivescovado di Colonia e amministrato dal conte palatino della città di Bacharach, la fortezza venne utilizzata come magazzino e luogo per scambi commerciali, tra cui il noto vino del Palatinato. Il castello aveva anche una funzione amministrativa e fungeva da avamposto.

Il castello è rimasto sotto la dinastia bavarese dei Wittelsbach dal XIII al XIX secolo, sebbene durante la Guerra dei trent'anni fu assediato e conquistato per ben otto volte. Nel 1689, a causa dei continui attacchi e alla fine dell'Elettorato del Palatinato, il castello era ridotto a un rudere ed era diventato proprietà della Francia. Nel 1815, secondo le condizioni imposte durante il Congresso di Vienna, Stahleck sarebbe passato al re di Prussia. Nel 1909 l'Ente per la tutela dei beni culturali e paesaggistici della Renania rilevò il castello subentrando alla Prussia nella sua gestione e si impegnò nel progetto di ricostruzione dell'ostello della gioventù. Solo alla fine degli anni 60 il castello fu totalmente ricostruito.

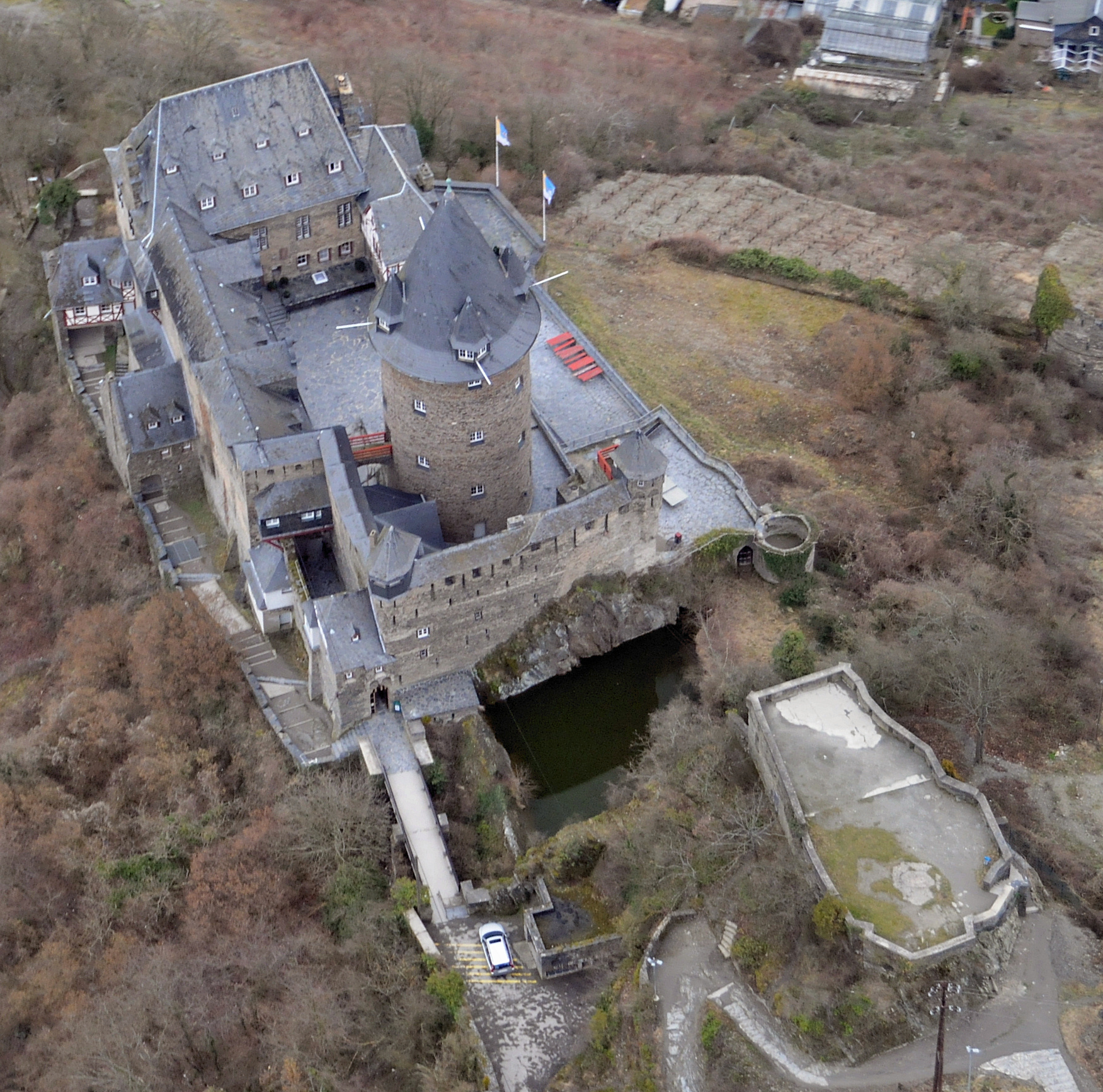
Vista aerea

## Storia

### Gli inizi
Nell'XI secolo la città Bacharach era la sede dell'arcivescovado di Colonia. Si pensa che il castello fosse stato costruito come avamposto meridionale dell'arcivescovado al fine di proteggere anche i possedimenti più lontani. All'interno del castello risiedeva il balio (o balivo), rappresentante dell'autorità regia con la funzione di giudice civile e esattore delle tasse. Non si sa con certezza se l'attuale castello sia stato costruito per rimpiazzare una precedente fortezza, intorno al 1135. Il castello di Stahleck era il primo grande castello a nord di Bingen e di Ruedesheim. Inoltre era uno tra i più antichi insediamenti nella Gola del Reno.
Nei documenti dell'anno 1120 il primo nome a essere menzionato è quello di un tale Gozwin von Stalecke. Questi era Goswin di Falkenburg, anche citato nella traduzione latina del 1135 col nome di Cozwinus de Staelechae, come primo proprietario ufficiale della fortezza. Apparteneva a una dinastia della Franconia ed era entrato in possesso del castello grazie al matrimonio con Liutgarda di Hengebach, la vedova di Enrico I di Katzenelnbogen. Da quel momento prese il nome di Goswin di Stahleck, in onore del suo nuovo possedimento.

### Sede della Contea Renania-Palatinato
Nel 1125 Ermanno, figlio di Goswin, sposò Gertrude di Svevia, sorella di Corrado III, imperatore romano. Dopo aver ricevuto il castello di Stahleck da suo cognato nel 1140, gli fu donata la contea Renania-Palatinato, rendendolo uno dei più grandi dignitari dell'Impero.
Dopo la morte di Ermanno nel 1156, l'imperatore Federico Barbarossa decise di cedere il titolo al fratellastro Corrado Hohenstaufen, che diventò il primo conte ereditario palatino del Reno. Nel 1189 Corrado aveva come sola erede la figlia Agnese, in seguito alla morte del suo unico figlio maschio. Affinché il castello e il titolo potessero passare ad Agnese e rimanere alla famiglia, quello stesso anno il re Enrico VI trasformò il titolo da un sistema patrilineare in uno ereditario.
Secondo il volere del cugino Enrico VI, Agnese avrebbe dovuto sposare il re francese Filippo II. Tuttavia, mentre il padre era lontano dal castello nel gennaio o febbraio del 1194, Agnese sposò in gran segreto Enrico il Vecchio di Braunschweig, figlio del duca guelfo Enrico il Leone, nemico giurato della famiglia Hohenstaufen. Al contrario questa unione, passata alla storia col nome di “Hochzeit von Stahleck” (“Matrimonio di Stahleck”) permise la riconciliazione tra le due famiglie nemiche.
Dopo la morte di Corrado nel novembre 1195, gli succedette Enrico il Vecchio, col nome di divenendo conte palatino del Reno Enrico V. Nel 1212 rinunciò al titolo e ai suoi diritti in favore del figlio Enrico il Giovane. Quando questi morì giovane e senza figli nel 1214, la sorella più giovane Agnese ereditò il castello di Stahleck.
In quanto proprietà feudale, la fortezza ritornò alla corona e in seguito venne ceduta al duca bavarese Ludovico I dell'antica dinastia germanica dei Wittelsbach.

### Il regno dei Wittelsbach
Nel 1214 Ludovico I scelse Heidelberg come prima residenza e Stahleck venne usato solo occasionalmente e controllato dai conti che si chiamavano Ritter von Stahleck, ovvero Cavalieri di Stahleck, che dal XV secolo assumono la funzione di balio (o balivo).
Al fine di assicurarsi il possesso del castello e il ruolo di balio, Ludovico I organizzò un matrimonio nel 1222 tra suo figlio Ottone e Agnese. Nel 1243 sotto Ottone II, l'interminabile conflitto con l'arcivescovato di Colonia venne risolto con la cessione dei castelli di Fürstenberg e Stahlberg.
Sebbene il castello non fosse più il centro amministrativo del palatinato, al suo interno continuarono ad avere luogo riunioni importanti della nobiltà, compresa l'elezione nel maggio del 1314 di Ludovico IV come re dei Romani e il matrimonio dell'imperatore Carlo IV con Anna, unica figlia del conte palatino Rodolfo II di Baviera, il 4 marzo del 1349.
Nel dicembre 1314 per coprire i costi della sua incoronazione Ludovico IV impegnò il castello per 58.300 Heller (o Haller) a Giovanni I di Lussemburgo, re di Boemia e a suo zio Baldovino, arcivescovo di Treviri. Nel 1346 il castello venne utilizzato per scopi militari dall'arcivescovo di Magonza Gerlach I di Nassau. Nel 1353 il palatinato venne diviso e il castello passò a Roberto I. Il castello venne incorporato nella cerchia delle mura attorno alla città di Bacharach. Agli inizi del XV secolo il figlio di Roberto I, Roberto II, celebrò nel castello la sua incoronazione come re dei Romani e del Sacro Romano Impero, dopo la deposizione del re Venceslao di Lussemburgo. Negli anni a seguire il castello perse però la sua importanza.

### Ricostruzione come ostello della gioventù
Dopo molte fasi di distruzione e ricostruzione, di assedi e occupazioni e di passaggi di proprietà, è solo nel 1909 che il castello passò dalla corona prussiana all'Ente per la Tutela dei Beni culturali e Paesaggistici della Renania. Quest'associazione riuscì a raccogliere 5000 marchi attraverso donazioni; il primo lavoro consisteva nella ricostruzione delle mura di cinta, ma i lavori furono interrotti dallo scoppio della prima Guerra mondiale e il castello soffrì ulteriori atti di vandalismo e divenne una rovina.
Nel 1924 Richard Blankenhorn, che possedeva una villa sopra il castello, voleva aprivi un'osteria, ma per 5 anni non ottenne alcuna risposta.
Nel 1925 venne presa la decisione di costruire un ostello della gioventù all'interno del castello. L'associazione si mise in contatto con l'architetto Ernst Stahl per costruire sulle rovine “una struttura che rispettasse il vecchio spirito del castello, che sfruttasse le vecchie mura e fosse in armonia col paesaggio”. Il finanziamento dei primi lavori ammontava a 30.000 marchi, stanziati dall'amministrazione provinciale della Renania. L'intenzione era di ricostruire completamente Stahleck. L'architetto Stahl basò i suoi progetti su modelli storici, ma nell'agosto 1925, una volta iniziati gli scavi, dovette cambiare i suoi piani a causa della scoperta di fondamenta ancora più antiche. Gli scavi e i continui esami dei reperti ritardarono la costruzione, che iniziò alla fine del 1925.
L'inaugurazione ufficiale dell'ostello della gioventù avvenne il 12 e il 13 giugno 1926 e fu seguito da una seconda fase di costruzione terminata nell'estate del 1927, durante la quale venne costruito un ostello della gioventù per ragazze, sulle fondamenta delle vecchie mura di cinta.
Dopo l'inaugurazione, l'ostello della gioventù era sempre al completo e questo causò problemi con l'approvvigionamento dell'acqua. Il problema fu risolto in parte allacciandosi a nuove fonti di acqua dal lato occidentale delle colline.

### L'ostello ai tempi del Nazionalsocialismo
Dato che lo spazio nell'ostello era ancora insufficiente (più di 30.000 pernottamenti nel 1934), il Palas è stato completamente ricostruito raggiungendo 260 posti letto.
La ricostruzione dell'edificio terminò ufficialmente il 25 ottobre 1935. La cerimonia avvenne in presenza dei membri della Gioventù hitleriana, della Gioventù Tedesca, della Lega delle ragazze tedesche, così come le SS, che le SA, sotto la guida di Gustav Simon, il Gauleiter ovvero capo del distretto amministrativo.
Stahleck divenne uno dei 27 Jugendburgen (castelli della gioventù) ad essere usato per l'indottrinamento di adolescenti e giovani adulti sui principi del nazionalsocialismo. Durante questo periodo molti esponenti importanti dell'NSDAP fecero visita al castello, tra cui Rudolf Hess, uno degli uomini politici più influenti del Terzo Reich. Con lo scoppio della seconda guerra mondiale i lavori vennero ancora una volta interrotti.
Dal 1940 al 1942 il castello ebbe la funzione di ospedale militare e di campi di rieducazione per ragazzi. Nel novembre del 1940, allo scoppio della guerra, i giovani del Lussemburgo, che studiavano in Germania e in Austria, furono costretti a frequentare un programma di rieducazione e formazione. Successivamente furono internati per quattro mesi anche scolari e studenti universitari maschi di Esch-sur-Alzette e di Echternach (Lussemburgo); mentre le ragazze vennero mandate all'ostello della gioventù di Adenau, come punizione per aver protestato contro l'annuncio del 1942 sull'introduzione della leva militare obbligatoria in Lussemburgo.
Dal gennaio 1943 il castello venne usato come campo di detenzione per i giovani tedeschi che non avevano dimostrato lealtà al partito come ad esempio i fondatori del gruppo di resistenza cattolico di Michael Troop. Alcuni furono portati da Stahleck ai campi di concentramento. Dal giugno del 1943 all'estate del 1944 la struttura venne utilizzata come campo di lavoro militare per tedeschi in età tra 14 e 18 anni.
Nel castello attualmente c'è una placca commemorativa e lo Stato della Renania-Palatinato e la città di Bacharach hanno organizzato eventi commemorativi con testimonianze del tempo.

### Gli anni del dopoguerra e oggi
Alla fine della guerra il castello venne inizialmente usato come base dai soldati francesi, prima di tornare ad essere un ostello della gioventù nel novembre del 1947.
Nel gennaio 1948 il Ministero della salute e benessere della Renania-Palatinato inaugurò un istituto professionale per formare giovani alla professione di gestore di ostelli e collaboratori. L'istituto dovette chiudere nello stesso anno a causa di mancanza di fondi, ma l'ostello in sé non ne risentì. Nel 1957 il castello offriva 270 posti letto e la possibilità di 60 sistemazioni di emergenza, diventando così il terzo ostello della gioventù per dimensioni della renania-Palatinato, dopo quelli di Coblenza e Magonza. Con un totale di 32 276 prenotazioni annue, ottiene invece il secondo posto per numero di pernottamenti.
Nell'ottobre del 1965 fu portato avanti un ulteriore progetto di ampliamento sotto la supervisione statale di Heinrich Grimm, basata sui progetti dell'architetto Stahl, morto nel 1957. Questo progetto includeva una modernizzazione degli interni del castello e una nuova amministrazione. Inoltre fu costruita una grande terrazza sul lato sud. La cerimonia di apertura avvenne il 20 maggio 1967.
Il castello oggigiorno è utilizzato come ostello e viene gestito dall'associazione Ostelli della gioventù della renania-Palatinato. Offre 168 letti e da circa 42 000 pernottamenti all'anno ed è quasi sempre al completo.

### Come si presenta il castello oggi
Il castello è una ricostruzione del XX secolo, basata principalmente sui ritrovamenti degli scavi e sulle incisioni su rame del 1646 di Matthäus Merians. Il progetto di ricostruzione fu frutto del lavoro di Ernst Stahl, che seguì meticolosamente le incisioni di Merian e si avvalse di altri modelli storici laddove l'incisione non offriva dettagli abbastanza accurati. Per esempio la forma quasi rettangolare del castello, che misura circa 55x24 metri, mostra la tipica forma regolare e la chiara visione degli spazi che ha caratterizzato i castelli del periodo del casato Hohenstaufen.
La dimensione odierna del castello è approssimativamente quella di un castello originale. Gli elementi più vecchi sono le fondamenta del torrione, le cantine del Palas così come alcune parti delle mura di cinta.
Da quando il castello è usato come ostello non è più possibile visitarlo; comunque il cortile è accessibile al pubblico e offre una gradevole vista del Reno.